# 福州机场高速铁路
福州机场高速铁路（英語：Fuzhou Airport High Speed Railway），簡稱福州機場高鐵、機場高鐵，又稱福州都市圈城際鐵路F2/F3線、福莆宁城际铁路F2/F3线，是中华人民共和国福建省福州市建設中的一条高速铁路，是海峡西岸城市群城际铁路、福州都市圈城際鐵路的一部分。2024年10月29日，福州機場高速鐵路正式開工建設。

## 简介
福州机场高速铁路由福莆宁城际铁路F2、F3线组成，规划线路正线全长87公里，全线位于福州市境内，途经连江县、马尾区、长乐区和福清市。线路起自温福铁路连江站，向东走行经琅岐镇、潭头镇、文岭镇进入福州长乐国际机场，并设长乐机场站，继续向南走行进入福州新区，在董奉山东侧设福州新区站，在罗联乡设罗联站，最终接轨福厦客运专线福清西站。线路在福州新区站设有福平铁路莲花山及长乐东上下行联络线，罗联站预留与福厦铁路接轨条件，并设有动车运用所一处。

## 车站
| 站名      | 里程        | 里程          | 国家铁路 接轨线路 | 轨道交通 换乘线路 | 车站位置      | 车站位置 |
| 站名      | 站间距 (km) | 线路里程 (km) | 国家铁路 接轨线路 | 轨道交通 换乘线路 | 车站位置      | 车站位置 |
| --------- | ----------- | ------------- | ----------------- | ----------------- | ------------- | -------- |
| 连江      | 不適用      | 0             | 温福铁路          |                   | 福建省 福州市 | 连江县   |
| 琅岐 预留 | 不適用      | 不適用        |                   |                   | 福建省 福州市 | 马尾区   |
| 文岭 预留 | 不適用      | 不適用        |                   |                   | 福建省 福州市 | 长乐区   |
| 长乐机场  |             |               |                   | █ F1号线          | 福建省 福州市 | 长乐区   |
| 福州新区  |             |               | 福平铁路          |                   | 福建省 福州市 | 长乐区   |
| 罗联      |             |               |                   |                   | 福建省 福州市 | 长乐区   |
| 福清西    |             | 87            | 福厦客运专线      |                   | 福建省 福州市 | 福清市   |

## 历史

### 规划史
2015年9月21日，国家发展与改革委员会审批通过了《福建省海峡西岸城际铁路建设规划（2015～2020年）》，其中福莆宁城际铁路F2线即莆田—长乐机场被列入近期建设项目，该批复成为了线路建设的前置条件。
2020年10月，福建省城际铁路近期建设规划调整社会稳定风险评估公众参与公示发布，内有F2线调整。
2023年2月10日，福建省海峡西岸城际铁路（福州都市圈福莆宁F2、F3线）建设规划调整社会稳定风险评估公众参与公示发布。

#### 莆田段

福莆宁城际铁路F2线莆田火车站至西天尾段线路图

项目早期，福莆宁城际铁路F2线的莆田段原有独立的建设计划，即莆田火车站至西天尾段工程，目前项目处于搁置状态。该项目线路设计近似于城市轨道交通，西起位于秀屿区的莆田火车站，经城港大道进入莆田市区，终于莆田市区和涵江城区交界的西天尾，全长23.8km，其中高架线7.8km，地下线14.9km，设站9座，含高架站3座，地下站6座，平均站间距2.87km，采用4节市域D型编组列车。该工程原计划建设期7年，其中2019年启动控制性工程建设，2021年启动线路全面建设，并于2026年通车。
2018年，莆田市成立莆田市轨道交通有限公司，主持开展该项目的投资、建设、运营工作。在2019年，获得国家发改委批复《福建省海峡西岸城际铁路建设规划(2015-2020年)调整报告》，即该项目得以开展的上位规划。
该项目曾于2020年3月进入工程勘察设计招标阶段，后又称因规划重大调整而终止招标。已开工建设部分惟仅有作为项目初期设定的控制性工程的莆田站土建预埋工程，于2019年11月18日开工。